# باول لينون
باول لينون هو سياسي أسترالي، ولد في 8 أكتوبر 1955 في هوبارت في أستراليا. نشط حزبياً في حزب العمال الأسترالي. وقد انتخب عضو مجلس نواب تسمانيا ‏ وانتخب Premier of Tasmania ‏ (21 مارس 2004 – 26 مايو 2008).